# Christopher Carley
Christopher Murphy Carley (født 31. maj 1978 i Suffern, New York) er en amerikansk skuespiller, som mest har medvirket som gæsteskuespiller i et antal tv-serier så som House M.D., Law & Order: Special Victims Unit, The Sopranos og Veronica Mars men også i et par film, den mest kendte er Clint Eastwoods Gran Torino. Carley har også arbejdet meget med teater.